# Holoptilini
Holoptilini – plemię pluskwiaków z rodziny zajadkowatych i podrodziny Holoptilinae.
Takson utworzyli w 1925 roku Amédée L.M. le Peletier i Jean Guillaume Audinet-Serville.
Pluskwiaki o ciele zwykle długości 5 mm lub więcej. Ich odnóża, czułki i ciało pokrywają długie szczecinki, w przypadku odnóży i czułek dłuższe niż człon na którym leżą. Na ich zakrywce 3 żyłki podłużne, z których co najmniej wewnętrzna i środkowa łączą się przedwierzchołkowo, tworząc zamkniętą komórkę.
Przedstawiciele plemienia są wyspecjalizowanymi myrmekofagami i charakteryzują się obecnością trichomu – narządu wabiącego i odurzającego mrówki. Powstaje on w wyniku przekształcenia drugiego i trzeciego sternitu odwłoka. Złożony jest z ośmiu grup szczecin i jednokomórkowych gruczołów, a jego budowa jest zróżnicowana między gatunkami, mając znaczenie w oznaczaniu i kladystyce grupy.
Owady te są zasiedlają krainę orientalną, etiopską i australijską.
Należą tu rodzaje:
- Holoptiloides Miller, 1956
- Holoptilus Lepeletier et Audinet-Serville, 1825
- Orthocnemis Westwood, 1845
- Ptilocerus Gray, 1832
- Ptilocnemus Westwood, 1840
- Ptilocoris Montandon, 1907
- Smiliopus Bergroth, 1909
- Thysanopus Bergroth, 1893